# Combinatoria algebraica

El matroide de Fano, derivado del plano de Fano. Los matroides son una de las muchas áreas estudiadas en la combinatoria algebráica.

La combinatoria algebraica es un área de las matemáticas que emplea métodos del álgebra abstracta, notablemente la teoría de grupos y la teoría de representación, en varios contextos de la combinatoria y, a la inversa, aplica técnicas combinatorias a problemas de álgebra.

## Historia
A principios y mediados de la década de 1990, los objetos combinatorios típicos de interés en combinatoria algebraica admitían una gran cantidad de simetrías (esquemas de asociación, grafos muy regulares, conjuntos parcialmente ordenados con acción) o poseían una estructura algebraica rica, frecuentemente de origen teórico a partir de los fundamentos de cuestiones relacionadas con la representación de relaciones matemáticas (como las funciones simétricas o la tabla de Young). Este período quedó reflejado en el área 05E, Combinaciones algebraicas de la "Clasificación de Sujetos Matemáticos" establecida en 1991 por la AMS.

## Alcance
La combinatoria algebraica se ha visto de manera más amplia como un área de las matemáticas donde la interacción de los métodos combinatorios y algebraicos es particularmente fuerte y significativa. Por lo tanto, los temas combinatorios pueden ser de naturaleza enumerativa o incluir matroides, politopos, conjuntos parcialmente ordenados o geometrías finitas. En el campo algebraico, además de la teoría de grupos y representaciones, la teoría de retículos y el álgebra conmutativa son comunes.

## Temas importantes

### Funciones simétricas
El anillo de funciones simétricas es un límite específico de los anillos de polinomios simétricos con n indeterminado, ya que n tiende a infinito. Este anillo sirve como estructura universal en la que las relaciones entre polinomios simétricos se pueden expresar de una manera independiente del número n de indeterminciones (pero sus elementos no son ni polinomios ni funciones). Entre otras cosas, este anillo juega un papel importante en la teoría de representación del grupo simétrico.

### Esquemas de asociación
Un esquema de asociación es una colección de relaciones binarias que cumplen ciertas condiciones de compatibilidad. Los esquemas de asociación proporcionan un enfoque unificado para muchos temas, como por ejemplo, el diseño combinatorio y la teoría de códigos. En álgebra, los esquemas de asociación generalizan el concepto de grupo y los esquemas de teoría de asociación generalizan la teoría del carácter de las representaciones lineales de grupos.

### Grafos muy regulares
Un grafo muy regular se define de la siguiente manera. Sea G = (V, E) un grafo regular con v vértices y grado k. Se dice que G es muy regular si también existen dos números enteros λ y μ de manera que:
- Cada dos vértices adyacentes tienen λ vecinos comunes.
- Cada dos vértices no adyacentes tienen μ vecinos comunes.

A veces se dice que un gráfico de este tipo es un gmr (v, k, λ, μ) (srg en inglés).
Algunos autores excluyen gráficos que satisfacen la definición trivialmente, a saber, aquellos gráficos que son la unión disjunta de uno o más grafos completos de igual tamaño, y sus complementos, los grafos de Turán.

### Tablas de Young
Una tabla de Young es un objeto combinatorio útil en la teoría de representación y en el cálculo de Schubert. Proporciona una forma conveniente de describir las representaciones de los grupos simétricos y de los grupos generales lineales, permitiendo estudiar sus propiedades. Las tablas de Young fueron introducidas en 1900 por Alfred Young, un matemático de la Universidad de Cambridge. Luego fueron aplicadas al estudio del grupo simétrico por Ferdinand Georg Frobenius en 1903. Su teoría fue desarrollada por muchos matemáticos, incluyendo a Percy MacMahon, W. V. D. Hodge, G. de B. Robinson, Gian-Carlo Rota, Alain Lascoux, Marcel-Paul Schützenberger y Richard P. Stanley.

### Matroides
Un matroide es una estructura que captura y generaliza la noción de dependencia e independencia lineal en espacios vectoriales. Hay muchas formas equivalentes de definir un matroide, relacionadas con conjuntos independientes, bases, circuitos, conjuntos cerrados o planos, operadores de cierre y funciones de rango.
La teoría de matroides toma prestada la terminología del álgebra lineal y de la teoría de grafos extensamente, en gran parte porque es la abstracción de varias nociones de importancia central en estos campos. Los matroides han encontrado aplicaciones en geometría, topología, optimización combinatoria, análisis de redes y teoría de códigos.

### Geometrías finitas
Una geometría finita es cualquier sistema geométrico que solo tiene un número finito de puntos.
La familiar geometría euclidiana no es finita, porque una línea euclidiana contiene infinitos puntos. Una geometría basada en los gráficos mostrados en una pantalla de computadora, donde los píxeles se consideran los puntos, sería una geometría finita. Si bien hay muchos sistemas que podrían denominarse geometrías finitas, la atención se presta principalmente a los espacios proyectivos y al espacio afín finitos debido a su regularidad y simplicidad. Otros tipos significativos de geometría finita son el plano de Möbius o plano inversivo finitos y los planos de Laguerre, que son ejemplos de un tipo general llamado plano de Benz, y de sus análogos de mayor dimensión tales como las geometrías de inversión finitas superiores.
Las geometrías finitas se pueden construir a través del álgebra lineal, comenzando desde los espacios vectoriales a través de un cuerpo finito; el plano proyectivo y los afines así construidos se llaman geometrías de Galois. Las geometrías finitas más comunes (que también se pueden definir de forma puramente axiomática) son geometrías de Galois, ya que cualquier espacio proyectivo finito de dimensión tres o superior es isomórfico respecto a un espacio proyectivo sobre un campo finito (es decir, se da la proyectividad de un espacio vectorial sobre un campo finito). Sin embargo, la dimensión dos tiene planos afines y proyectivos que no son isomorfos a las geometrías de Galois, es decir, los planos no desarguesianos. Resultados similares se mantienen para otros tipos de geometrías finitas.